# Manusasi
Manusasi is een bestuurslaag in het regentschap Timor Tengah Utara van de provincie Oost-Nusa Tenggara, Indonesië. Manusasi telt 881 inwoners (volkstelling 2010).